# E88 (trasa europejska)
E88 – trasa europejska pośrednia wschód-zachód, biegnąca przez wschodnią Turcję azjatycką.
E88 zaczyna się w Ankarze, gdzie odbija od tras europejskich E89 i E90. Biegnie przez północną Anatolię szlakiem drogi krajowej nr 200 przez Kirikkale, Yozgat i Sivas do wsi Refahiye (82 km na zachód od Erzincan), gdzie łączy się z trasą E80.
Ogólna długość trasy E88 wynosi około 599 km.